# Cérans-Foulletourte
Cérans-Foulletourte è un comune francese di 3 260 abitanti situato nel dipartimento della Sarthe nella regione dei Paesi della Loira.

## Società

### Evoluzione demografica
Abitanti censiti

## Amministrazione

### Gemellaggi
- Visbek, Germania